# Nahed Chérif
Nahed Chérif ou Nahed Sherif (en arabe : ناهد شريف)  née le 1er janvier 1942 , morte le 7 avril 1981, est une actrice égyptienne qui s'est fait connaître dans les films égyptiens et libanais des années 1960 et 1970. Durant sa courte vie, elle joue dans une centaine de films.

## Biographie
Née Samiha Zaki El-Nial (سميحة زكي النيال) , en 1942 à Alexandrie, et élève du Lycée français du Caire, son potentiel comme actrice est découvert par le réalisateur Hussein Helmy El-Mohandess, alors qu’elle  est employée dans ses bureaux. Elle fait ses débuts en 1958. En 1961, elle épouse El-Mohandess. Celui-ci réalise deux films deux films romantiques, qui lui offrent des rôles principaux aux côtés de Salah Zulfikar, un acteur célèbre dominant à l’époque le box-office du cinéma égyptien, Tempête d'amour (عاصفة من الحب), et Moi et mes filles (أنا وبناتي), remportant un succès commercial dans ces deux films. Son mariage avec El-Mohandess dure peu de temps et elle épouse ensuite un autre acteur, Kamal El-Shennawi.
Alors qu'elle est mariée à El-Shennawy, elle est associée à Salah Zulfikar pour la troisième fois dans Virgo (برج العذراء) et pour la quatrième fois dans le film policier Les Assassins (القتلة), deux films qui remportent un franc succès. Après son divorce avec El-Shennawi, Sherif s'installe au Liban et fait ses débuts dans le cinéma libanais en 1973 avec le film d'action Kuwait Connection (ذئاب لا تأكل اللحم) réalisé par Sami A. Khouri. Elle joue ensuite dans un certain nombre d'autres films libanais et épouse l'Arménien libanais Edward Gergian. Elle est associée à Salah Zulfikar pour la cinquième et dernière fois dans le succès commercial Desire and Price (الرغبة والثمن). Au total, elle a joué dans une centaine de films, et est devenue célèbre grâce à son talent et à sa beauté. Un cancer du sein lui est diagnostiqué à la fin des années 1970 et elle meurt en 1981.